# Julian Beever

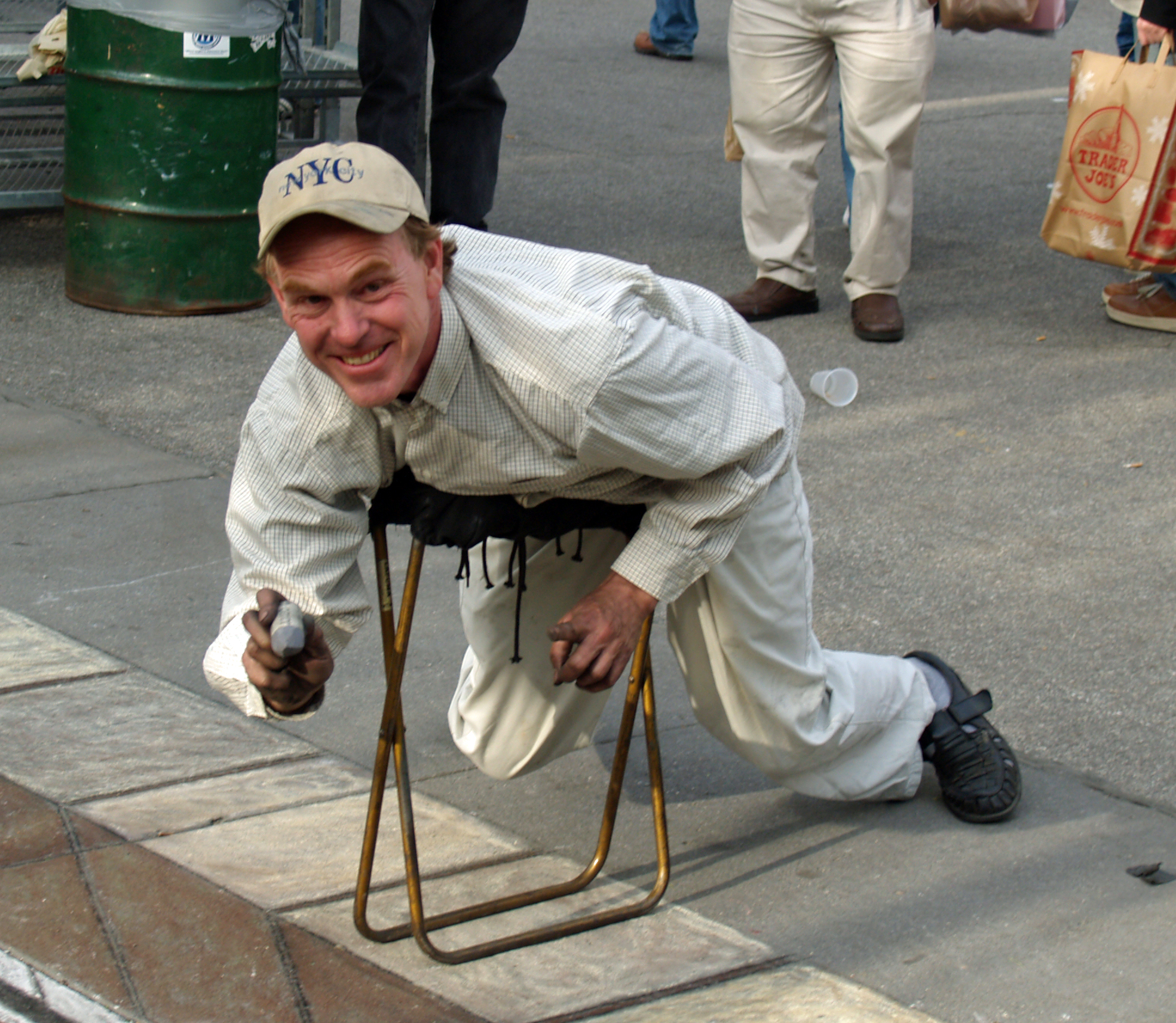
Julian Beever

Julian Beever (* 1959 in Cheltenham, Gloucestershire, England) ist ein britischer Künstler, der vor allem durch seine Straßenkreide-Kunstwerke bekannt wurde.

## Leben
Beever wuchs in Melton Mowbray in Leicestershire auf. Nach einem Kunststudium an der University of Leeds (1979–83) begann er mit der Straßenmalerei. Er begann mit Repliken bekannter Gemälde, dann entdeckte er die 3D-Malerei für sich. Er schafft diesen Effekt mit optischer Täuschung: Von einem bestimmten Blickwinkel aus betrachtet sehen diese Bilder aus wie eine dreidimensionale Szene mit Perspektive. Bei manchen Bildern kann man kaum noch unterscheiden, was echt und was gemalt ist. Dieses Verfahren nennt man Anamorphose.
Durch seinen mittlerweile hohen Bekanntheitsgrad wurde er auch als Werbemittel interessant. So zeichnete er beispielsweise in der Londoner Fußgängerzone einen aufgeklappten Laptop.
Neben seinen berühmten 3D-Bildern erstellt Beever auch Wandbilder und Kopien großer Maler der Vergangenheit, für deren Erstellung er auch engagiert wird.
Die Abbildungen seiner dreidimensionalen Werke auf seinen Webseiten werden manchmal für Fotomontagen gehalten, sind aber echt und nur mit Straßenkreide gemalt.

## Veröffentlichungen
- Pavement Chalk Artist: The Three-dimensional Drawings of Julian Beever. Firefly Books, Richmond Hill, Ontario, Kanada 2010, ISBN 978-1-55407-661-1.
- Street Art. Verlag terra magica, München 2014, ISBN 978-3-7243-1056-3.